# 북수원자이 렉스비아
북수원자이 렉스비아(North Suwon Xi Rexvia)는 경기도 수원시 장안구 정자동에 위치한 아파트 단지이다.

## 개요
장안 111-1구역을 재개발하는 사업으로, 21개동 2,607세대로 들어설 예정이다. 렉스비아(Rexvia)는 라틴어로 '왕의 길'이라는 뜻으로, 주변이 정조대왕이 행차했던 길이라는 뜻이다.

## 같이 보기
- 자이 (아파트)